# Protolophus
Protolophus is een geslacht van hooiwagens uit de familie Sclerosomatidae.
De wetenschappelijke naam Protolophus is voor het eerst geldig gepubliceerd door Banks in 1893. 

## Soorten
Protolophus omvat de volgende 8 soorten:
- Protolophus cockerelli
- Protolophus differens
- Protolophus dixiensis
- Protolophus longipes
- Protolophus niger
- Protolophus rossi
- Protolophus singularis
- Protolophus tuberculatus